# Зок, Джеки
Жаклин «Джеки» Джин Зок (англ. Jacqueline Jean "Jackie" Zoch; род. 8 июня 1949, Мадисон) — американская гребчиха, выступавшая за сборную США по академической гребле в середине 1970-х годов. Бронзовая призёрка летних Олимпийских игр в Монреале, победительница и призёрка регат национального значения.

## Биография
Джеки Зок родилась 8 июня 1949 года в городе Мадисон, штат Висконсин.
Занималась академической греблей во время обучения в Висконсинском университете в Мадисоне, который окончила в 1975 году. Состояла в университетской гребной команде «Висконсин Баджерс», неоднократно принимала участие в различных студенческих регатах.
Наибольшего успеха в своей спортивной карьере добилась в сезоне 1976 года, когда вошла в основной состав американской национальной сборной и благодаря череде удачных выступлений удостоилась права защищать честь страны на летних Олимпийских играх 1976 года в Монреале. Совместно с партнёршами по сборной Линн Силлиман, Анне Варнер, Кэри Грейвз, Марион Грег, Маргарет Маккарти, Гейл Рикетсон, Кэрол Браун и Анитой Дефранц финишировала в распашных рулевых восьмёрках третьей позади экипажей из Западной Германии и Советского Союза, получив тем самым бронзовую олимпийскую медаль.
После монреальской Олимпиады Зок ещё в течение некоторого времени оставалась в составе гребной команды США и продолжала принимать участие в крупнейших международных регатах. Так, в 1977 году она выступила на чемпионате мира в Амстердаме, где в рулевых четвёрках сумела квалифицироваться лишь в утешительный финал B. Вскоре по окончании этих соревнований приняла решение завершить спортивную карьеру.
Оставив академическую греблю, в дальнейшем работала по своей основной специальности учителем.